# Antoine Cuissard
Antoine Cuissard, född 19 augusti 1924 i Saint-Étienne, död 3 november 1997, var en fransk fotbollsspelare och tränare. Cuissard gjorde 27 landskamper för Frankrikes landslag och var med i truppen till VM 1954.

## Meriter
Nice
- Coupe de France: 1954

Rennes
- Ligue 2: 1956